# Oosterkerk (Eindhoven)
De Oosterkerk (later Immanuëlkerk en Antonius van Paduakerk) is een kerkgebouw in de Nederlandse stad Eindhoven. Het gebouw aan de Fazantlaan 17 is ontworpen door Tjeerd Kuipers.

## Geschiedenis
De in 1911 gebouwde, bakstenen kerk, was de eerste gereformeerde kerk te Eindhoven, die zich bevond in het latere stadsdeel Tongelre. Later bouwden de gereformeerden nog de Westerkerk, in het stadsdeel Strijp, en in de jaren 1950 werd een derde gereformeerde kerk geopend in het stadsdeel Stratum. Dit was de Petrakerk. De Ooster- en Westerkerk werden toen omgedoopt in respectievelijk Immanuëlkerk en Maranathakerk.
In augustus 1969 werd de kerk onttrokken aan de gereformeerde eredienst. Van 1973 tot 1989 was het gebouw in gebruik als Turkse moskee. De moslims vertrokken weer toen de Fatih-moskee gereedkwam.
In 1991 werd het gebouw in gebruik genomen door de katholieken, als Antonius van Paduakerk. Dit gebeurde nadat een nabijgelegen kerk was gesloopt. Van 2008 tot 2011 kerkte hier tevens de oud-katholieke Maria-Magdalenaparochie.
In 2012 werd de kerk aan de katholieke eredienst onttrokken.

## Gebouw
Het gebouw, dat veel gelijkenis vertoont met de gereformeerde kerk van Ouderkerk aan de Amstel, is een bakstenen gebouw met zadeldaktoren. In de kerk zijn een aantal beelden uit de in 1991 gesloopte kerk opgenomen, evenals enkele glas-in-loodramen, die afkomstig zijn van de in de jaren 50 van de 20e eeuw gesloopte Heilig-Hartkerk te Helmond.